# Bare (Sjenica)
Bare (Servisch cyrillisch: Баре) is een plaats in de Servische gemeente Sjenica. De plaats telt 71 inwoners (2002).